# Unterseeboot 1132
L'Unterseeboot 1132 ou U-1132 est un sous-marin allemand (U-Boot) de type VIIC utilisé par la Kriegsmarine pendant la Seconde Guerre mondiale.
Le sous-marin fut commandé le 25 août 1941 à Kiel (Howaldtswerke-Deutsche Werft), sa quille fut posée le 15 février 1943, il fut lancé le 29 avril 1944 et mis en service le 24 juin 1944, sous le commandement de l'Oberleutnant zur See Walter-Bruno Koch.
L'U-1132 n'a, ni coulé, ni endommagé de navire n'ayant pris part à aucune patrouille de guerre.
Il est sabordé près de Flensburg en mai 1945.

## Conception
Unterseeboot type VII, l'U-1132 avait un déplacement de 769 tonnes en surface et 871 tonnes en plongée. Il avait une longueur totale de 67,10 m, un maître-bau de 6,20 m, une hauteur de 9,60 m, un tirant d'eau de 4,74 m et un tirant d'air de 4,86 m. Le sous-marin était propulsé par deux hélices de 1,23 m, deux moteurs diesel Germaniawerft M6V 40/46 de 6 cylindres en ligne de 1 400 cv à 470 tr/min, produisant un total de 2 060 à 2 350 kW en surface et de deux moteurs électriques Garbe, Lahmeyer & Co. RP 137/c de 375 cv à 295 tr/min, produisant un total 550 kW, en plongée. Le sous-marin avait une vitesse en surface de 17,7 nœuds (32,8 km/h) et une vitesse de 7,6 nœuds (14,1 km/h) en plongée. Immergé, il avait un rayon d'action de 93 milles marins (150 km) à 4 nœuds (7,4 km/h; 4,6 milles par heure) et pouvait atteindre une profondeur de 230 m. En surface son rayon d'action était de 9 426 milles nautiques (soit 15 170 km) à 10 nœuds (19 km/h).
L'U-1132 était équipé de cinq tubes lance-torpilles de 53,3 cm (quatre montés à l'avant et un à l'arrière) et embarquait quatorze torpilles. Il était équipé d'un canon de 8,8 cm SK C/35 (220 coups), d'un canon de 20 mm Flak C30 en affût antiaérien et d'un canon 37 mm Flak M/42 qui tire à 15 350 mètres avec une cadence théorique de 50 coups par minute. Il pouvait transporter 26 mines Torpedomine A ou 39 mines Torpedomine B. Son équipage comprenait 4 officiers et 44 à 56 sous-mariniers.

## Historique
Il reçut sa formation de base au sein de la 5. Unterseebootsflottille et dans la 31. Unterseebootsflottille jusqu'à son sabordage.
Étant toujours en formation en mai 1945, le sous-marin n'a participé à aucune patrouille de guerre.
L'U-1132 est sabordé dans la baie de Kupfermühlen (fjord de Flensbourg) à la position géographique 54° 50′ N, 9° 29′ O, par son équipage le 5 mai 1945 répondant à l’ordre lancé de l’Amiral Dönitz pour l’Opération Regenbogen.
L'épave a été renflouée et démolie après la guerre.

## Affectations
- 5. Unterseebootsflottille du 24 juin 1944 au 31 janvier 1945 (Période de formation).
- 31. Unterseebootsflottille du 1er février 1945 au 5 mai 1945 (Période de formation).

## Commandement
- Oberleutnant zur See Walter-Bruno Koch du 24 juin 1944 au 5 mai 1945.